# Gouville-sur-Mer
Gouville-sur-Mer [ɡuvil syʁ mɛʁ] ist eine französische Gemeinde mit 3.266 Einwohnern (Stand: 1. Januar 2022) im Département Manche in der Region Normandie. Gouville-sur-Mer gehört zum Arrondissement Coutances und zum Kanton Agon-Coutainville (bist 2015: Kanton Saint-Malo-de-la-Lande). Die Einwohner werden Gouvillais genannt.
Sie entstand als Commune nouvelle mit Wirkung vom 1. Januar 2016 durch die Zusammenlegung der bisherigen Gemeinden Gouville-sur-Mer und Boisroger. Die ehemaligen Gemeinden verfügen in der neuen Gemeinde über den Status einer Commune déléguée. Der Verwaltungssitz befindet sich im Ort Gouville-sur-Mer. 2019 traten noch die vormaligen Gemeinden Anneville-sur-Mer, Montsurvent und Servigny bei.

## Gliederung
| Ortsteil                             | ehemaliger INSEE-Code | Fläche (km²) | Einwohnerzahl zum 1. Januar 2022 |
| ------------------------------------ | --------------------- | ------------ | -------------------------------- |
| Gouville-sur-Mer (Verwaltungssitz)   | 50215                 | 13,24        | 2.165                            |
| Anneville-sur-Mer (2019 beigetreten) | 50014                 | 03,73        | .0247                            |
| Boisroger (2016 beigetreten)         | 50061                 | 05,30        | .0229                            |
| Montsurvent (2019 beigetreten)       | 50354                 | 08,33        | .0434                            |
| Servigny (2019 beigetreten)          | 50573                 | 03,95        | .0191                            |

## Geographie
Gouville-sur-Mer liegt an der Atlantikküste auf der Halbinsel Cotentin, 35 Kilometer westlich von Saint-Lô und elf Kilometer nordwestlich von Coutances. Umgeben wird Gouville-sur-Mer von den Nachbargemeinden Geffosses im Norden, Muneville-le-Bingard im Nordosten, Saint-Sauveur-Villages im Osten, La Vendelée im Südosten sowie Brainville, Gratot und Blainville-sur-Mer im Süden.

## Gemeindepartnerschaft
Mit der deutschen Stadt Harburg in Schwaben (Bayern) besteht seit 1998 eine Partnerschaft.